# Bessica Raiche
Bessica Medlar Raiche (n. aprilie 1875 la Wisconsin – d. 11 aprilie 1932 la Balboa Island, Newport Beach, California) a fost un dentist, om de afaceri și medic american.
A mai avut și alte preocupări din domenii ca: lingvistica, ginecologia, pictura și a participat la concursuri de înot și tir.
Este considerată prima femeie din SUA care ar fi zburat singură cu un avion, perfomanță pentru care a primit medalia de aur.
Împreună cu soțul, a construit un avion în sufragerie, pe care l-a asamblat în curtea casei.
Spre deosebire de Frații Wright care au folosit un fel de pânză dură, ea a utilizat ca materiale bambus și mătase.
La 13 octombrie 1910 a primit o medalie de aur cu inscripția: Prima femeie aviator din America, care i-a fost acordată de către inventatorul Hudson Maxim din partea Aeronautical Society of America la un dineu ținut în onoarea ei.